# المقالات الأربع (كتاب)
المقالات الأربع (باليونانية: Τετράβιβλος، نقحرة: تيتْرَابيبْلُوس)‏ هو كتاب كتبه العالم الإسكندراني بطليموس خلال القرن الثاني بعد الميلاد. يتكلم عن الفلسفة وعن تطبيق التنجيم. أصبح واحدا من أشهر الكتب في العصور الوسطى وقد ترجم إلى عدة لغات.
احتل كتاب المجسطي مكانة مركزية في علم الفلك لمدة تزيد عن ألف سنة. صاحب كتاب المقالات الاربع كتاب المجسطي في هذه المدة، حيث كان له أثير على علم التنجيم.
ترجم حنين بن إسحاق هذا الكتاب إلى العربية في القرن التاسع ميلادي، ومن النسخة العربية نُقلت إلى اللاتينية. تناقل هذا الكتابَ العلماء والباحثون وترجموه إلى العديد من اللغات وعلقوا عليه. آخر نشر له يعود إلى عام 1998.

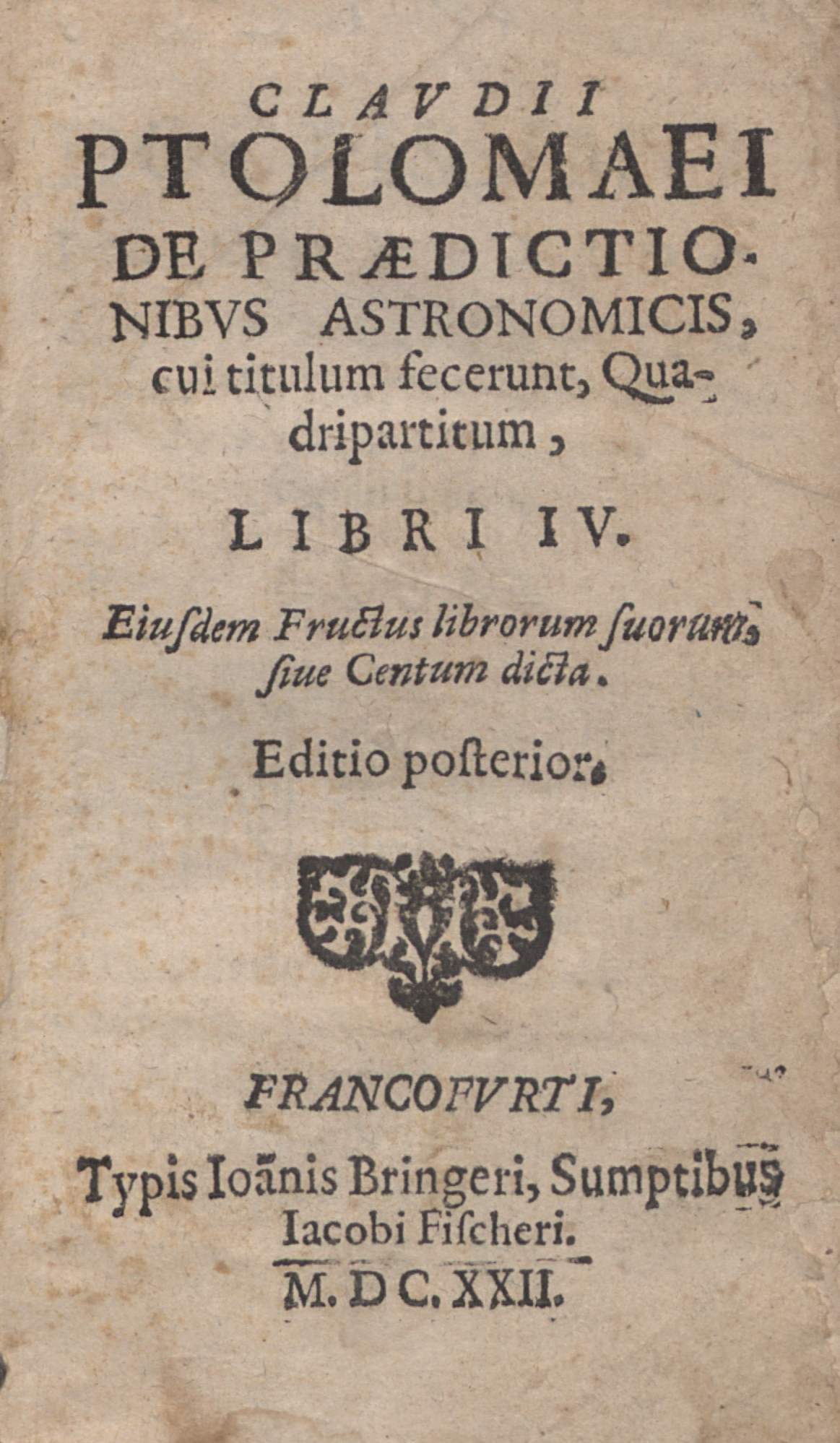
Quadripartitum, 1622